# دالیام
دالیام (به لاتین: Daljam) یک منطقهٔ مسکونی در مونته‌نگرو است که در شهرداری دانیلوگراد واقع شده‌است. دالیام ۲۴۱ نفر جمعیت دارد.